# Багдонас, Владас
Владас Багдонас (лит. Vladas Bagdonas; род. 16 января 1949, Вильнюс) — литовский актёр театра и кино, лауреат Государственной премии СССР (1987), народный артист Литовской ССР (1988), лауреат Национальной премии Литвы в области культуры и искусства (2000).

## Биография
В 1970 году окончил актёрский факультет Вильнюсской консерватории. В 1970—1993 гг. работает в Литовском государственном театре молодёжи в Вильнюсе. С 1994 года преподает в Литовской консерватории (актёрский факультет), с 1998 года — декан актерского факультета, с 2003 года профессор.
Артист вильнюсского театра „Meno Fortas“.

## Театральные работы
- Ugnies medžioklė su varovais (1976) — Rolandas
- 1977 — «Вкус меда» Ш. Дилени
- «Пиросмани, Пиросмани» (1981) — Нико Пиросманишвили
- «Дядя Ваня» А. П. Чехова (1986) — Серебряков
- «Любовь и смерть в Вероне» К. Антанелиса и С. Гяды (1987) — Меркуцио
- «Маленькие трагедии» А. С. Пушкина — Сальери
- «Три сестры» А. П. Чехова — Тузенбах
- «Гамлет» У. Шекспира (1997) — тень отца Гамлета
- Грек Зорба (1999) — Aleksis Zorba
- Anna Weiss (1999) — Deividas
- «Отелло» У. Шекспира (2000) — Отелло
- Gagarino gatvė (2002)
- «Дрозд Черный»
- «Фауст» И. В. Гёте (2006) — Фауст
- «Венчание» В. Гомбровича
- «Идиот» — генерал Иволгин
- 2010, 2012 — «Москва—Петушки»

## Фильмография
- 1972 — Геркус Мантас (Herkus Mantas) — рыцарь Тевтонского ордена
- 1974 — Садуто туто (Sadūto tūto) — водитель
- 1976 — Венок из дубовых листьев (Virto ąžuolai)— Антанелис (дублировал А. Равикович)
- 1977 — Пыль под солнцем — белогвардейский офицер
- 1977 — Ореховый хлеб (Riešutų duona) — музыкант-трубач
- 1978 — Смилуйся над нами (Pasigailėk mūsų) — полицейский
- 1978 — Маркиз и пастушка (Markizas ir piemenaitė) — мельник Домас (дублировал Л. Жуков)
- 1979, 1980 — Блуждающие огоньки (Žaltvykslės) — первый министр
- 1980—1981 — Американская трагедия — репортёр
- 1981 — Рай красного дерева (Raudonmedžio rojus) — Робертас Хаборлендас, врач
- 1982 — Барбара Радзивилл (Barbora Radvilaitė) — Сигизмунд Август
- 1985 — Иди и смотри — Рубеж
- 1985 — О возвращении забыть — Прамм
- 1987 — Вельд — Бартон
- 1988 — Корни травы (Žolės šaknys). Баллада о барышне Брукшдвариса (1 серия) — Лауринас
- 1988 — Тринадцатый апостол — апостол / Авессалом
- 1988 — Выставка — Балис Адамонис, директор музея
- 1989 — Романтик — профессор
- 1989 — Млечный путь
- 1990 — Я есть (As esu) — фотограф/ доктор Фауст
- 1993 — Гладиатор по найму — Лукич
- 1998 — Сыновья зари (Ausros sunus) — Йонас Рустейка
- 2002 — Дом дураков — доктор
- 2003 — В полном одиночестве (Vienui vieni)
- 2008 — Прощание (Atsisveikinimas)
- 2009 — Снайпер. Оружие возмездия — Отто Хамерболь
- 2009 — Исаев. Бриллианты для диктатуры пролетариата — Маршан, ювелир
- 2009 — Цветы (Gėlės)
- 2010 — Покушение — профессор Бергер, отец Джан
- 2010 — Край — Буткус
- 2011 — Парень с Марса — Фил Донахью
- 2011 — Без права на ошибку — Брозавски
- 2012 — Дирижёр — Вячеслав Юрьевич Петров, дирижёр
- 2013 — Вычислитель — Ян
- 2013 — Любители — Дедушка

## Награды
- Заслуженный артист Литовской ССР (1983)[1]
- Государственная премия СССР (за спектакли «И дольше века длится день» Ч. Т. Айтматова (1983) и «Дядя Ваня» А. П. Чехова (1986), поставленные на сцене ГМТ Литовской ССР; 1987)
- Народный артист Литовской ССР (1988)
- Национальная премия Литвы в области культуры и искусства (2000)
- Орден Великого князя Литовского Гядиминаса 5 степени (2002)
- Лауреат премии Станиславского «За вклад в развитие мирового театрального искусства» (2006)